# Sambirano
Le Sambirano est un fleuve du nord-ouest de Madagascar prenant sa source dans le massif du Tsaratanana.

## Géographie
Il se jette dans la baie d'Ampasindava après avoir été rejoint par une rivière, le Ramena, affluent droit, au sud de la ville d'Ambanja, 13° 46′ 15″ S, 48° 28′ 21″ E.
Le nom de Sambirano sert également à désigner l'ensemble de la plaine où le fleuve s'achemine vers la mer. Cette plaine constitue un bassin extrêmement fertile car bénéficiant d'un climat à la fois chaud et humide, analogue à celui du littoral oriental de l'île, alors qu'en règle générale, le littoral occidental de Madagascar est plus sec.

## Économie
De par son climat, la vallée du Sambirano est réputée pour sa culture du cacao, introduit par les colons français au début du XXe siècle, et assure actuellement 95 % des 6 000 tonnes annuelles produites par Madagascar. Selon les professionnels du secteur, le cacao malgache est considéré comme l'un des meilleurs au monde.